# Zrinka Cvitešić
Zrinka Cvitešić (Karlovac, 18 juli 1979) is een Kroatisch actrice. Ze speelt in films en musicals.
Cvitešić won de Kroatische versie van Strictly Come Dancing, Ples sa zvijezdama in 2007.
Nadat ze afstudeerde aan de Akademija dramske umjetnosti u Zagrebu, de Kunstacademie van de Universiteit van Zagreb, kwam ze bij het Kroatisch Nationaal Theater, en maakte ze haar televisiedebuut in The Big Cleaning.
In 2010 werd ze genomineerd voor de European Film Awards als beste actrice voor haar rol in Na putu (op weg), waardoor ze een agent in Londen kreeg.

## Filmografie
- Nebo, sateliti (2001)
- La Femme Musketeer (2004)
- Sto je muskarac bez brkova? (2005)
- Na putu (2010)
- Ljudožder vegetarijanac (2012)
- Die Brǖcke am Ibar (2012)
- Capital (2015) (televisieserie)